# Alberto Antonio Visetti

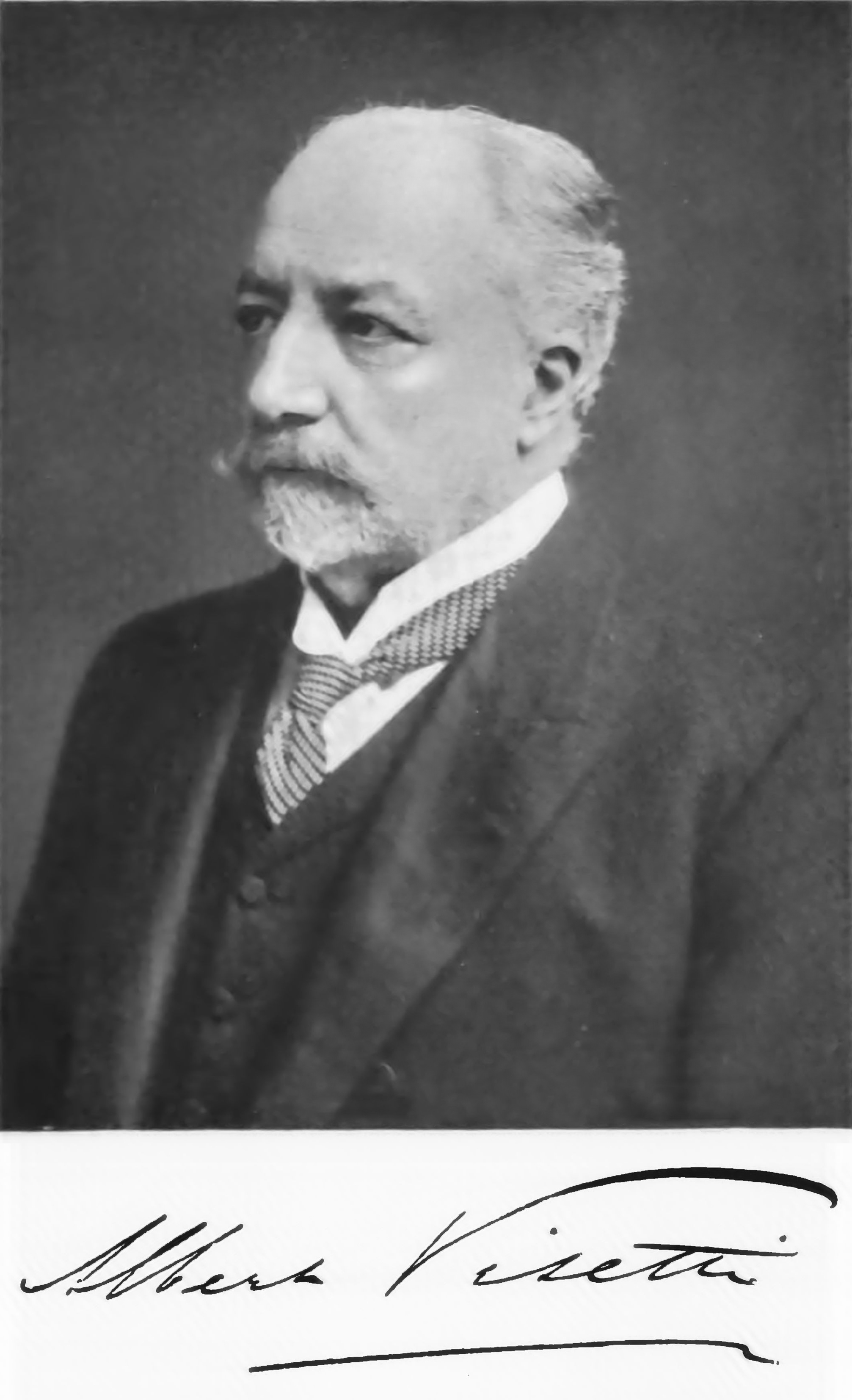
Alberto Antonio Visetti (1. Januar 1913)

Alberto Antonio Visetti (auch englisch: Albert Anthony Visetti; * 13. Mai 1846 in Salona; † 10. Juli 1928 in London) war ein dalmatinisch-italienischer Pianist, Komponist und Gesangspädagoge. Er war der Stiefvater der Schriftstellerin Radclyffe Hall.

## Leben und Werk
Alberto Antonio Visetti wurde in Salona in Dalmatien als Sohn eines italienischen Landbesitzers und einer englischen Mutter geboren. Ursprünglich war Visetti von seinem Vater für eine Karriere als Chirurg vorgesehen, so dass er an die Universität von Padua geschickt wurde, um Medizin zu studieren. Von der Atmosphäre des Seziersaals betroffen, zog er sich vom Medizinstudium zurück und wandte sich stattdessen der Musik zu.
Alberto Antonio Visetti war Schüler des Mailänder Konservatoriums. Er trat zunächst als Pianist in Erscheinung. In Paris wurde er dann Kammermusiker der französischen Kaiserin Eugénie. Im Mai 1871 ging Visetti, angestoßen durch die Wirren der deutschen Belagerungen der Stadt Paris, nach London. Er wurde dort Gesangslehrer am Royal College of Music und an anderen Institutionen. Von 1878 bis 1890 leitete er die Bath Philharmonic Society.
Von Alberto Antonio Visettis Kompositionen müssen die Kantate The Desert and the Praise of Song sowie das Walzerliedd La Diva für Adelina Patti genannt werden. Alberto Antonio Visetti schrieb die Biographie Giuseppe Verdi (London 1905).